# Diaprioidea
Diaprioidea is een superfamilie uit de orde van de vliesvleugeligen (Hymenoptera).

## Families
- Diapriidae Haliday, 1833 (776 soorten)